# Ritratto di Filippo l'Arabo
Il ritratto di Filippo l'Arabo conservato ai Musei Vaticani è uno dei rari ritratti romani raffiguranti l'omonimo imperatore, che regnò dal 244 al 249. 

## Storia e descrizione

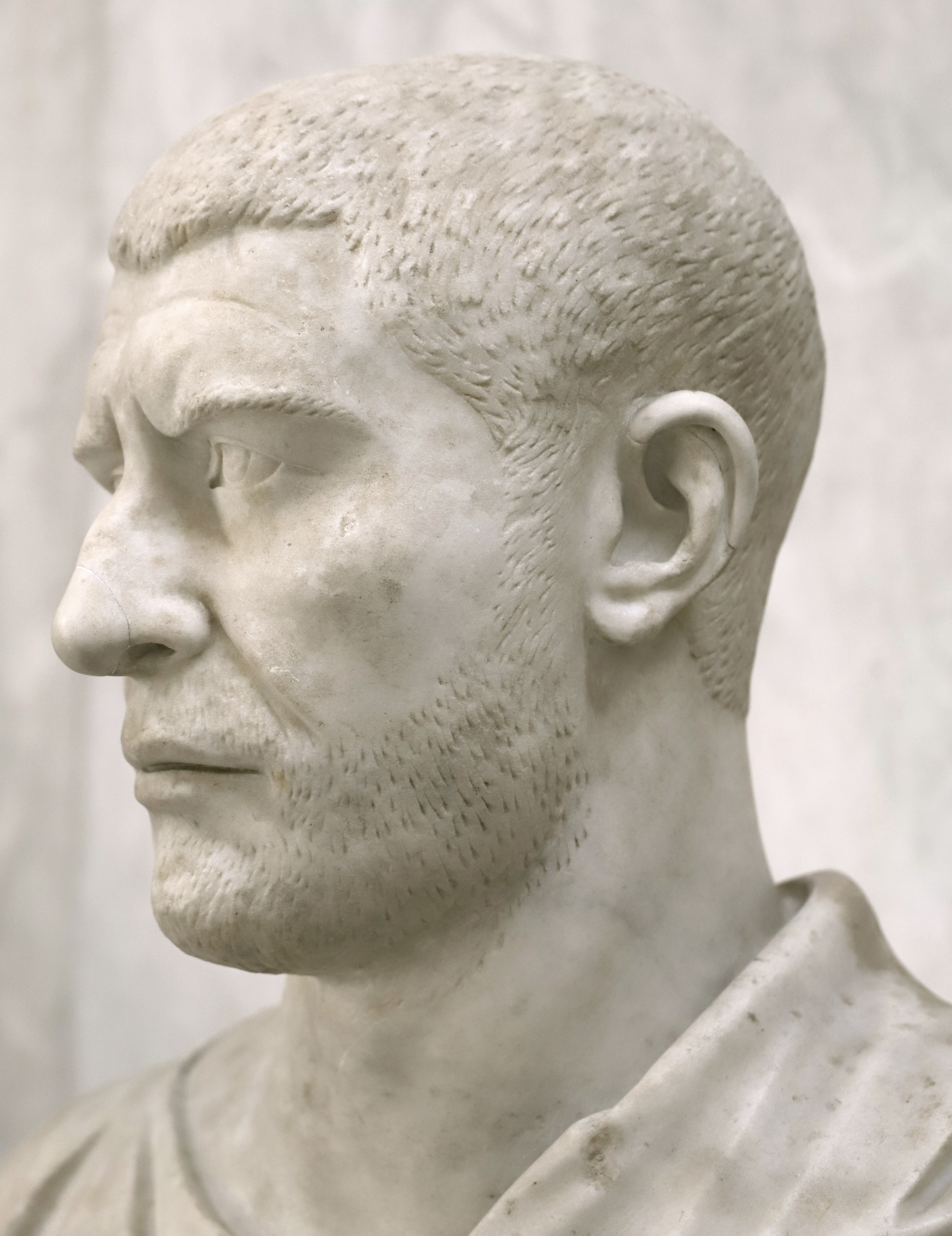
Profilo

Il busto, alto 0,71 metri, è composto con la toga contabulata, tipica nel III secolo della carica consolare, e la testa fortemente caratterizzata ritrattisticamente. Nella fisionomia sono risaltati i tratti "barbarici" dell'imperatore, originario, infatti, della recentemente annessa provincia dell'Arabia Petrea, come era accaduto anche nel ritratto di Massimino il Trace. Il volto ha forme massicce, con profonde pieghe sulle guance ed occhi stretti e lunghi; il naso è grande ed aquilino, le labbra sono tumide. 
La volumetria della testa è accentuata dalla calotta della capigliatura, tagliata corta, screziata da trattini che disegnano anche la barba aderente alle gote e al mento. 
L'espressionismo del volto dell'imperatore, probabilmente dovuto ad i suoi tratti somatici, percepiti come orientali, nella ritrattistica successiva verrà ulteriormente accentuato, come nei ritratti di Decio e di Treboniano Gallo, di poco posteriori.